# Farébersviller
Farébersviller és un municipi francès, situat al departament del Mosel·la i a la regió del Gran Est. L'any 2007 tenia 5.983 habitants.

## Demografia

### Població
El 2007 la població de fet de Farébersviller era de 5.983 persones. Hi havia 2.157 famílies, de les quals 595 eren unipersonals (237 homes vivint sols i 358 dones vivint soles), 485 parelles sense fills, 835 parelles amb fills i 242 famílies monoparentals amb fills.
La població ha evolucionat segons el següent gràfic:
Habitants censats

### Habitatges
El 2007 hi havia 2.317 habitatges, 2.214 eren l'habitatge principal de la família i 103 estaven desocupats. 387 eren cases i 1.891 eren apartaments. Dels 2.214 habitatges principals, 319 estaven ocupats pels seus propietaris, 1.332 estaven llogats i ocupats pels llogaters i 563 estaven cedits a títol gratuït; 10 tenien una cambra, 84 en tenien dues, 492 en tenien tres, 906 en tenien quatre i 722 en tenien cinc o més. 798 habitatges disposaven pel capbaix d'una plaça de pàrquing. A 1.023 habitatges hi havia un automòbil i a 659 n'hi havia dos o més.

### Piràmide de població
La piràmide de població per edats i sexe el 2009 era:
| Homes | Edats   | Dones |
| ----- | ------- | ----- |
| 4     | 95 o +  | 4     |
| 12    | 90 a 94 | 24    |
| 8     | 85 a 89 | 32    |
| 32    | 80 a 84 | 40    |
| 60    | 75 a 79 | 96    |
| 80    | 70 a 74 | 132   |
| 148   | 65 a 69 | 164   |
| 144   | 60 a 64 | 124   |
| 96    | 55 a 59 | 156   |
| 180   | 50 a 54 | 120   |
| 252   | 45 a 49 | 224   |
| 168   | 40 a 44 | 264   |
| 260   | 35 a 39 | 252   |
| 256   | 30 a 34 | 264   |
| 252   | 25 a 29 | 260   |
| 260   | 20 a 24 | 232   |
| 328   | 15 a 19 | 340   |
| 356   | 10 a 14 | 296   |
| 272   | 5 a 9   | 216   |
| 212   | 0 a 4   | 172   |

## Economia
El 2007 la població en edat de treballar era de 3.831 persones, 2.170 eren actives i 1.661 eren inactives. De les 2.170 persones actives 1.555 estaven ocupades (898 homes i 657 dones) i 615 estaven aturades (321 homes i 294 dones). De les 1.661 persones inactives 401 estaven jubilades, 445 estaven estudiant i 815 estaven classificades com a «altres inactius».

### Ingressos
El 2009 a Farébersviller hi havia 2.161 unitats fiscals que integraven 5.823,5 persones, la mediana anual d'ingressos fiscals per persona era de 11.292 €.

### Activitats econòmiques
Dels 121 establiments que hi havia el 2007, 3 eren d'empreses alimentàries, 2 d'empreses de fabricació d'altres productes industrials, 23 d'empreses de construcció, 32 d'empreses de comerç i reparació d'automòbils, 6 d'empreses de transport, 9 d'empreses d'hostatgeria i restauració, 2 d'empreses d'informació i comunicació, 4 d'empreses financeres, 1 d'una empresa immobiliària, 6 d'empreses de serveis, 24 d'entitats de l'administració pública i 9 d'empreses classificades com a «altres activitats de serveis».
Dels 42 establiments de servei als particulars que hi havia el 2009, 1 era una gendarmeria, 1 oficina de correu, 4 oficines bancàries, 1 funerària, 1 taller de reparació d'automòbils i de material agrícola, 2 autoescoles, 5 paletes, 6 guixaires pintors, 1 fusteria, 2 lampisteries, 2 electricistes, 2 empreses de construcció, 4 perruqueries, 7 restaurants i 3 salons de bellesa.
Dels 19 establiments comercials que hi havia el 2009, 1 era un hipermercat, 3 botigues de més de 120 m², 2 botiges de menys de 120 m², 4 fleques, 1 una fleca, 1 una peixateria, 2 botigues de roba, 1 una sabateria, 1 una botiga d'electrodomèstics, 1 una botiga de material de revestiment de parets i terra, 1 una perfumeria i 1 una joieria.
L'any 2000 a Farébersviller hi havia 3 explotacions agrícoles.

## Equipaments sanitaris i escolars
El 2009 hi havia 2 centres de salut, 2 farmàcies i 3 ambulàncies.
El 2009 hi havia 2 escoles maternals i 3 escoles elementals. Farébersviller disposava d'un col·legi d'educació secundària amb 659 alumnes.

## Poblacions més properes
El següent diagrama mostra les poblacions més properes.